# TMEM207
TMEM207 (англ. Transmembrane protein 207) – білок, який кодується однойменним геном, розташованим у людей на 3-й хромосомі. Довжина поліпептидного ланцюга білка становить 146 амінокислот, а молекулярна маса — 16 116.
| 10         |  | 20         |  | 30         |  | 40         |  | 50         |
| ---------- |  | ---------- |  | ---------- |  | ---------- |  | ---------- |
| MSRSRLFSVT |  | SAISTIGILC |  | LPLFQLVLSD |  | LPCEEDEMCV |  | NYNDQHPNGW |
| YIWILLLLVL |  | VAALLCGAVV |  | LCLQCWLRRP |  | RIDSHRRTMA |  | VFAVGDLDSI |
| YGTEAAVSPT |  | VGIHLQTQTP |  | DLYPVPAPCF |  | GPLGSPPPYE |  | EIVKTT     |

A: Аланін

C: Цистеїн

D: Аспарагінова кислота

E: Глутамінова кислота

F: Фенілаланін

G: Гліцин

H: Гістидин

I: Ізолейцин

K: Лізин

L: Лейцин

M: Метіонін

N: Аспарагін

P: Пролін

Q: Глутамін

R: Аргінін

S: Серин

T: Треонін

V: Валін

W: Триптофан

Локалізований у мембрані.